# Jânio Darrot
Jânio Carlos Alves Freire, mais conhecido como Jânio Darrot (Trindade, 10 de outubro de 1955), é um político e empresário brasileiro, filiado ao União Brasil (UNIÃO). Foi prefeito de Trindade de 1 de janeiro de 2013 a 31 de dezembro de 2020.
Em 3 de outubro de 2010 recebeu 46.004, quando elegeu-se deputado estadual de Goiás pela 1ª vez. Já nas eleições municipais de 2012, elegeu-se prefeito de Trindade, com 44% da votação.
Em 2019, foi eleito presidente do PSDB Goiás para um mandato de dois anos.